# Booker Pittman
Booker Pittman (Fairmount Heights ou Dallas, 3 de março de 1909 — Rio de Janeiro, 19 de outubro de 1969) foi um saxofonista americano. Era filho de Portia Pittman, professora de música, e neto de Booker T. Washington. Tornou-se um saxofonista de jazz e tocou com Louis Armstrong e Count Basie, nos Estados Unidos e na Europa, nas décadas de 1920 e 1930.
Booker deixou os Estados Unidos pela primeira vez em 1933, quando foi com a orquestra de Lucky Millinder para a França, e lá permaneceu por quatro anos. Durante esse período, ele conheceu um músico brasileiro chamado Romeu Silva, que o levou a uma excursão pelo Brasil, juntamente com outros músicos. Foram para a Bahia a bordo do navio Siqueira Campos.
Em 1937, Booker mudou-se para o Brasil, onde ficou conhecido pelo apelido de "Buca", e onde continuou sua carreira musical, tocando no Cassino da Urca, na cidade do Rio de Janeiro. Ele viveu no bairro de Copacabana e fez amizade com Jorge Guinle e Pixinguinha. Tocou também em outros países, como a Argentina.
A cantora e atriz brasileira Eliana Pittman é sua enteada. De março a abril de 1966, Eliana e Booker apresentaram na TV Globo o programa Eliana e Booker Pittman, com uma hora de duração, e que buscava divulgar o jazz e o rhythm and blues no Brasil. Ela apresentava-se cantando e ele tocando.
Booker Pittman morreu de câncer na laringe, com 60 anos de idade.